# Полесское (Киевская область)
Полесское (укр. Поліське) — бывший посёлок городского типа в Киевской области Украины, на реке Уж, до 1993 года центр Полесского района Киевской области. Находится в 15 км от железнодорожной станции Вильча.
В 1999 году официально снят с учёта как населённый пункт.
В 2007 году в бывшем посёлке городского типа проживало около 10 человек, до Чернобыльской катастрофы насчитывалось более 11 тысяч жителей.

## История названия
По одной из версий, городок основали евреи, бежавшие из Киева из-за постоянных нападений кочевников. Название «Хабен» созвучно с немецким глаголом «иметь». Возможно, на идиш это слово означает поместье или подворье.
По другой версии, слово "Хабен" происходит из иврита и означает «первенец», то есть первый мальчик в семье.

## История до аварии
Древние люди на территории Полесского района жили еще в доледниковую эпоху. В частности возле села Дубрава найдена стоянка неолита.
Возле Полесского расположена система насыпных оборонительных валов, которая известна под названием Кобылье горы. Несмотря на находки костей и оружия, информации когда они были насыпаны найти не удалось.
Одно из первых письменных упоминаний о поселении появляется в 1415 году под названием Хабное. На официальном сайте Полесского района датой основания считают 1215 год.
Территориально городок принадлежал к тем русским землям, которые после упадка Киевской Руси попали под власть Великого Княжества Литовского. После Кревской унии и брака литовского князя Ягайло с польской принцессой Ядвигой, Хабное в составе других литовских земель, вошло в Союзное государство Речь Посполитая. После Люблинской унии польские влияния на Полесье усилились. В частности за переход в католицизм шляхта получала льготы.
После освободительной войны, которую возглавил Богдан Хмельницкий, по результатам Андрусовского унии в 1667 году Хабное осталось в Речи Посполитой, а после второго раздела Польши (конец XVIII века) перешел вместе со всем правобережьем Украины к Российской империи. Таким образом, основанное во времена Киевской Руси Хабне почти 400 лет находилось в Речи Посполитой и 190 лет в Российской империи и СССР. Однако и после раздела Польши во Хабном оставались польские паны-землевладельцы. Господа, владея частью земель и крепостными, всё же не имели влияния на большинство населения городка, которое состояло из свободных казаков, поляков и евреев-ремесленников.
Историки считают, что Хабне играло важную оборонительную функцию в Полесье в XV и XVI веках. Польский король Александр Ягеллончик отдал Хабне своему наместнику Семену (Сенько) Полозу в 1494 году, который в свою очередь отдал городок своей дочери Фэнни. В 1541 году были построены оборонительные стены вокруг города в связи с постоянными нападениями татар. Оборонительная стена имела несколько башен, глубокий ров и другие необходимые укрепления и была постоянно укомплектована гарнизоном воинов.
Благодаря залежи болотной железной руды во второй половине XVI века черная металлургия получила развитие в Хабне и окрестных селах. Преимущественно из металла производили военное снаряжение
Оборонительный замок (вероятно, район мебельной фабрики и СШ № 2) простоял до конца XVI века, но был разрушен и разграблен не татарами, а восставшими казаками под предводительством Северина Наливайко (1594–1596 году).
В XVIII-XIX веке возле большей части еврейского Хабного процветали несколько поселений. Замостье на левом берегу Ужа большей частью населяли поляки. Слободу Радзивиловскую (теперь район улиц Воля и песок) — реестровые казаки и поселяне. Ковтуб-конец улицы Воля и район возле автостанции и совхоза Хабное — крепостные пана, чье имение было на территории современного туберкулезного госпиталя.
В XIX веке к Хабной присоединились все эти окрестности и национальный состав городка разнообразили. С огромной любовью и юмором о Хабне в начале XX века писал великий еврейский писатель Шолом-Алейхем. До войны в городке действовали 2 синагоги, 1 костел и 1 православная церковь. Большинство построек сохранились до наших дней: костел — дом пионеров, синагоги — СШ № 2. Деревянную церковь разобрали в начале 1960-х и на ее месте построили новый цех мебельной фабрики.
На середину XIX века приходится расцвет промышленности городка, уже действовала швейная фабрика пана Радзивилла (см. Радзивиллы), для движения машин которой использовалась плотина на реке Уж (холмы — Рокитняки). Уже тогда в городке были мебельная фабрика и многочисленные ремесленные артели.
Советская власть пришла в 1918 году. Господское имение пана Горвата (тогда предводителя польского панства Киевщины) было национализировано. Недалеко от Хабного у городка Базар произошли последние бои Гражданской войны. Там Красная армия разбила последний вооруженное выступление добровольцев из числа интернированных в Польше воинов УНР против большевиков под командованием генерала Юрка Тютюнника.
В 1934 году переименован в Кагановичи Первые (укр. Кагановичі Перші) в честь Л. М. Кагановича, родившегося неподалёку от Хабного, в деревне Кабаны.
20 октября 1938 года Кагановичи Первые получили статус посёлка городского типа.
В годы Великой Отечественной войны после захвата немецкими войсками, город стал административным центром Хабенского гебита. Здесь нацисты и коллаборационисты производили массовые убийства евреев. Впоследствии на месте расстрела евреев был построен каменный мемориал.
На территории района действовали партизанские отряды Ковпака, который прошел с рейдом от Путивля до Карпат, и отряды Полесской Сечи (Бульба-Боровец), которая позже влилась в Украинскую повстанческую армию.
В июле 1942 года 118-й шуцбатальон понес тяжелые потери в бою с рейдирующим партизанским отрядом украинского коммунистического подполья близ городка. На стороне партизан было полное количественное и качественное преимущество, их отряды включали кавалерию и артиллерию, и имели больший боевой опыт.
1 ноября 1957 года переименован в Полесское (укр. Поліське).
Численность населения на момент Чернобыльской аварии составляла 11,3 тыс. жителей. В поселке работали заводы (продтоваров и строительных материалов) и фабрики (им. 8 марта, мебельная и швейная), комбинат бытового обслуживания. Было три школы, — № 1 (новая). www.facebook.com. Дата обращения: 28 апреля 2021. построенная в 1978 году, № 2 и «Волянская» (начальная, закрыта после полноценного запуска новой), ПТУ, два дома культуры.

## История после аварии
Отселение произошло не сразу после аварии, а началось только с 1990 года. Во времена СССР против отселения активно агитировал райком КПСС. Тех, кто самовольно выезжал выгоняли из партии, называли паникерами, пытались добиться «волчьего билета» на трудоустройство. С распадом Советского Союза стали известны масштабы радиационного загрязнения. В 1993 году Верховная Рада Украины приняла решение об обязательном отселении Полесского. По иронии судьбы, организацией отселения занялись те же люди, которые активно агитировали против него ранее.
С 1993 года начинается отселение в связи с аварией на Чернобыльской АЭС. 17 ноября 1993 года Полесское лишилось статуса районного центра (перенесён в село Радинка, а затем, 10 июля 1996 года, в с. Красятичи, пгт с 10 апреля 2006). 19 августа 1999 года посёлок был официально упразднён.
Гамма-фон в черте посёлка — 120—175 мкР/ч, за границей поселения — до 450 мкР/ч.
После 1986 года в инфраструктуру городка были вложены немалые деньги: перекрыты все дома новым шифером, построены несколько современных пятиэтажек, заасфальтированы все улицы. На этапе окончания асфальтирования, забыли проложить водопровод. Асфальт сорвали по всему городку, проложили водопровод и газ, и снова заасфальтировали. Интересно, что после отселения, когда люди уехали, большинство домов были ограблены, а все водопроводные и газовые трубы выкопаны и проданы в чистые от радиации районы страны. Теперь Полесское напоминает полную развалюху, а на улицах и в домах растет настоящий дикий лес.
В 2009-2010 годы интенсивно (с использованием спецтехники) разбираются на строительные материалы школа № 2 и детский сад. Работы выполняются с разрешения Полесской райгосадминистрации.
В данный момент[уточнить] в Полесском постоянно проживают около десятка самосёлов. На 2018 год из объектов инфраструктуры действует пожарная станция.

## Микротопонимы
Местности от Тарасов и вниз по течению в пойме Ужа возле Полесского:
- Дымокур (остров);
- Кобылья гора;
- Кладовая - глубокий залив под Кобыльей горой;
- Цибене;
- Козий рог;
- Оболонь (болото на левом берегу);
- Сотниково (круча возле ул. Гагарина);
- Пиратский переход;
- Бруно;
- Пономаренкове болото (у могилок на правом берегу);
- Замощанский переход и Замощанське;
- Старик (Старуха);
- Плесо;
- Рокитняки (бугры, остатки плотины швейной фабрики);
- Быстрак;
- Матушкино;
- Центральный пляж;
- Крахмал;
- Онаневське озеро (болото возле фабриковки и Луговиков).

## Известные уроженцы и жители
- Куперман, Исер Иосифович (1922—2006) ― советский и американский шашист.
- Кириленко, Вячеслав Анатольевич — политический и государственный деятель Украины.
- Селиханович, Александр Брониславович (1880—1968) ― русский педагог, историк педагогики, профессор[источник не указан 4858 дней].
- Брондуков Борислав Николаевич (1 марта 1938—10 марта 2004) советский и украинский актёр. Народный артист Украинской ССР (1988) первый лауреат Государственной премии Украины имени Александра Довженко (1995). Снялся более чем в 100 фильмах.
- Уколов Виктор Александрович - народный депутат Украины, политконсультант, журналист